# Cervillego de la Cruz
Cervillego de la Cruz – gmina w Hiszpanii, w prowincji Valladolid, w Kastylii i León, o powierzchni 21,33 km². W 2011 roku gmina liczyła 100 mieszkańców.